# NGC 3207
NGC 3207 ist eine Galaxie mit aktivem Galaxienkern vom Hubble-Typ P im Sternbild Großer Bär am Nordsternhimmel. Sie ist schätzungsweise 311 Millionen Lichtjahre von der Milchstraße entfernt und hat einen Durchmesser von etwa 120.000 Lj.

Im selben Himmelsareal befinden sich die Galaxien NGC 3202 und NGC 3205.
Das Objekt wurde am 3. Februar 1788 von Wilhelm Herschel entdeckt.